# Campeonato Cearense de Futebol de 2025 - Série C
O Campeonato Cearense de Futebol - Terceira Divisão de 2025 é a 22.ª edição do torneio organizado pela Federação Cearense de Futebol. As equipes finalistas serão premiadas com duas vagas para a Segunda Divisão de 2026.

## Regulamento
O Campeonato é dividido em duas fases: Quadrangular e Final.
Na fase Quadrangular, os clubes jogarão entre si em partidas de ida e volta onde os dois melhores colocados avançarão para a 2° fase (Final). Em caso de empate em pontos ganhos entre dois ou mais clubes ao final do Quadrangular, o desempate, para efeito de classificação, será efetuado observando-se os critérios abaixo:
1. maior número de vitórias;
2. melhor saldo de gols;
3. maior número de gols pró;
4. menor número de cartões vermelhos;
5. menor número de cartões amarelos;
6. sorteio.

A Final será disputada em partidas de ida e volta.
Os dois clubes que classificarem para a Fase Final ascenderão a Série B Cearense de 2026.
O clube vencedor da Fase Final será atribuído o título de Campeão Cearense da Série C de 2025. Ao clube perdedor da fase final será atribuído o título de Vice-campeão Cearense da Série C de 2025.

## Participantes
| Equipe                  | Estádio (capacidade)                 |
| ----------------------- | ------------------------------------ |
| Crateús Esporte Clube   | Estádio Municipal de Crateús (6.000) |
| Esporte Clube Limoeiro  | Bandeirão (5.000)                    |
| Guarany Sporting Club   | Junco (10.000)                       |
| Vila Real Futebol Clube | Junco (10.000)                       |

## Primeira fase
| Pos | Equipe            | Pts | J | V | E | D | GP | GC | SG | Classificado                                   |     | CRA | GUA | VIL | ECL |
| --- | ----------------- | --- | - | - | - | - | -- | -- | -- | ---------------------------------------------- | --- | --- | --- | --- | --- |
| 1   | Crateús           | 13  | 6 | 4 | 1 | 1 | 7  | 4  | +3 | Finalistas e classificados para a Série B 2026 |     | —   | 1–1 | 1–0 | 2–0 |
| 2   | Guarany de Sobral | 9   | 6 | 2 | 3 | 1 | 6  | 4  | +2 | Finalistas e classificados para a Série B 2026 |     | 2–0 | —   | 0–1 | 2–1 |
| 3   | Vila Real         | 8   | 6 | 2 | 2 | 2 | 5  | 3  | +2 |                                                |     | 0–1 | 1–1 | —   | 0–0 |
| 4   | Esporte Limoeiro  | 2   | 6 | 0 | 2 | 4 | 2  | 9  | −7 |                                                | 1–2 | 0–0 | 0–3 | —   |     |

## Final
Jogo de ida
| 9 de agosto de 2025 | Guarany de Sobral | 0 – 0          | Crateús | Estádio do Junco, Sobral           |
| 17:00               |                   | Súmula Borderô |         | Público: 2 320 Renda: R$ 31 650,00 |

Jogo de volta
| 17 de agosto de 2025 | Crateús | 1 – 0 | Guarany de Sobral | Estádio Juvenal Melo, Crateús |
| 15:00                |         |       |                   |                               |